# Philip Schuster
Philip Nat Schuster (Wisconsin, Gillette, 1883. január 24. – Illinois Chicago, 1926. október 31.) olimpiai bronzérmes amerikai tornász.
A Saint Louisi 1904. évi nyári olimpiai játékokon indult, mint tornász. Csapat összetett hatos versenyben bronzérmet szerzett. Ez a verseny hat számból állt: ló, korlát, nyújtó, 100 yard futás, távolugrás, súlylökés. További három torna versenyen is elindult, de egyikben sem lett benne a legjobb 50-ben.